# Adalberto Melo de Oliveira Júnior
Adalberto Melo de Oliveira Júnior, mais conhecido como Bebeto (Belém, 6 de junho de 1978), é um ex-futebolista brasileiro que atuava como atacante.

## Carreira
O jogador é sobrinho de Edil Highlander, folclórico goleador que brilhou no Paysandu e no Remo nos anos 1980 e teve rápidas passagens por Náutico e Vasco.
Os familiares ligados ao futebol não páram em Highlander. O pai do atacante, também chamado de Bebeto (que é primo do goleiro Clemer, do Internacional), foi ponta-esquerdo de Bahia, Paysandu e Remo, além de ter jogado alguns anos na Venezuela. Já o irmão do atacante está em início de carreira no atual campeão goiano, o Itumbiara
O atacante tem passagens por equipes como Paysandu, Flamengo, Gama, Pelotas, Figueirense, Bahia, Clube 15 de Novembro , Caxias, Santo André, Monagas, da Venezuela, e América-RJ, porém não tinha mais vínculo com a equipe do Rio de Janeiro desde maio deste ano.
Em 2008, Bebeto foi contratado pelo Corinthians para suprir a ausência de Finazzi, liberado para o AD São Caetano, e estreou marcando um gol de cabeça.
No ano de 2009 transferiu-se para o Remo, alegando que gostaria de atuar na sua cidade natal.
Para a disputa da Série A2 do Campeonato Paulista de 2010, o São José-SP anuncia Bebeto como o seu grande reforço.

## Títulos
Figueirense
- Campeonato Catarinense: 2002, 2003

Flamengo
- Campeonato Carioca: 1999

Paysandu
- Campeonato Paraense: 1998

15 de Novembro
- Copa Emídio Perondi (2006)

Corinthians
- Campeonato Brasileiro Série B (2008)

River Plate-SE
- Campeonato Sergipano: 2011